# Pływanie na Letnich Igrzyskach Olimpijskich 1976 – 200 m stylem motylkowym kobiet
200 m stylem motylkowym kobiet – jedna z konkurencji pływackich rozgrywanych podczas XXI Igrzysk Olimpijskich w Montrealu. Eliminacje i finał miały miejsce 19 lipca 1976 roku.
Wszystkie miejsca na podium zajęły reprezentantki NRD. Najlepsza okazała się Andrea Pollack, która czasem 2:11,41 ustanowiła nowy rekord olimpijski. Srebrny medal zdobyła Ulrike Tauber (2:12,50), a brąz Rosemarie Gabriel (2:12,86).

## Rekordy
Przed zawodami rekord świata i rekord olimpijski wyglądały następująco:
| Rekord            | Zawodniczka       | Czas    | Miejsce   | Data            |
| ----------------- | ----------------- | ------- | --------- | --------------- |
| Rekord świata     | Rosemarie Gabriel | 2:11,22 | Berlin    | 5 czerwca 1976  |
| Rekord olimpijski | Karen Moe         | 2:15,57 | Monachium | 4 września 1972 |

W trakcie zawodów ustanowiono następujące rekordy:
| Data     | Etap konkurencji      | Zawodniczka         | Czas    | Rekord |
| -------- | --------------------- | ------------------- | ------- | ------ |
| 19 lipca | wyścig eliminacyjny 1 | Karen Thorton       | 2:14,53 | OR     |
| 19 lipca | wyścig eliminacyjny 2 | Tamara Szełofastowa | 2:14,39 | OR     |
| 19 lipca | wyścig eliminacyjny 3 | Andrea Pollack      | 2:11,56 | OR     |
| 19 lipca | finał                 | Andrea Pollack      | 2:11,41 | OR     |

## Wyniki

### Eliminacje
| Miejsce | Wyścig | Zawodniczka          | Państwo           | Czas    | Uwagi |
| ------- | ------ | -------------------- | ----------------- | ------- | ----- |
| 1.      | 3      | Andrea Pollack       | NRD               | 2:11,56 | Q,    |
| 2.      | 5      | Rosemarie Gabriel    | NRD               | 2:12,93 | Q     |
| 3.      | 4      | Ulrike Tauber        | NRD               | 2:13,50 | Q     |
| 4.      | 4      | Wendy Quirk          | Kanada            | 2:14,30 | Q     |
| 5.      | 2      | Tamara Szełofastowa  | ZSRR              | 2:14,39 | Q     |
| 6.      | 1      | Karen Thornton       | Stany Zjednoczone | 2:14,53 | Q     |
| 7.      | 3      | Natalija Popowa      | ZSRR              | 2:14,65 | Q     |
| 7.      | 4      | Cheryl Gibson        | Kanada            | 2:14,65 | Q     |
| 9.      | 5      | Camille Wright       | Stany Zjednoczone | 2:14,77 |       |
| 10.     | 2      | Donnalee Wennerstrom | Stany Zjednoczone | 2:15,56 |       |
| 11.     | 1      | Becky Smith          | Kanada            | 2:15,79 |       |
| 12.     | 2      | Linda Hanel          | Australia         | 2:17,66 |       |
| 13.     | 3      | Lynne Rowe           | Nowa Zelandia     | 2:17,89 | NR    |
| 14.     | 3      | Yasue Hatsuda        | Japonia           | 2:18,03 |       |
| 15.     | 1      | Judith Hudson        | Australia         | 2:18,12 |       |
| 16.     | 5      | Michelle Ford        | Australia         | 2:18,24 |       |
| 17.     | 2      | Beate Jasch          | RFN               | 2:19,19 | NR    |
| 18.     | 2      | Joanne Atkinson      | Wielka Brytania   | 2:21,23 |       |
| 19.     | 5      | Kuniko Banno         | Japonia           | 2:21,68 |       |
| 20.     | 5      | José Damen           | Holandia          | 2:21,73 |       |
| 21.     | 4      | Donatella Schiavon   | Włochy            | 2:21,88 |       |
| 22.     | 1      | Gunilla Andersson    | Szwecja           | 2:22,04 |       |
| 23.     | 3      | Anne Adams           | Wielka Brytania   | 2:22,62 |       |
| 24.     | 4      | María París          | Kostaryka         | 2:23,52 |       |
| 25.     | 4      | María Hung           | Wenezuela         | 2:23,64 |       |
| 26.     | 1      | María Mock           | Portoryko         | 2:23,71 |       |
| 27.     | 1      | Rosemary Ribeiro     | Brazylia          | 2:23,79 |       |
| 28.     | 2      | Miriam Hopkins       | Irlandia          | 2:24,96 |       |
| 29.     | 3      | Chantal Grimard      | Belgia            | 2:26,04 |       |
| 30.     | 4      | Jane Alexander       | Wielka Brytania   | 2:26,61 |       |
| 31.     | 5      | Rossana Juncos       | Argentyna         | 2:28,81 |       |
| 32.     | 2      | Þórunn Alfreðsdóttir | Islandia          | 2:29,22 |       |

### Finał
| Miejsce | Zawodniczka         | Państwo           | Czas    | Uwagi |
| ------- | ------------------- | ----------------- | ------- | ----- |
| 1 !     | Andrea Pollack      | NRD               | 2:11,41 | OR    |
| 2 !     | Ulrike Tauber       | NRD               | 2:12,50 |       |
| 3 !     | Rosemarie Gabriel   | NRD               | 2:12,86 |       |
| 4.      | Karen Thornton      | Stany Zjednoczone | 2:12,90 | NR    |
| 5.      | Wendy Quirk         | Kanada            | 2:13,68 | NR    |
| 6.      | Cheryl Gibson       | Kanada            | 2:13,91 |       |
| 7.      | Tamara Szełofastowa | ZSRR              | 2:14,26 |       |
| 8.      | Natalija Popowa     | ZSRR              | 2:14,50 |       |